# Cilia Flores
Cilia Adela Gavidia Flores de Maduro (sinh năm 1956) là một luật sư va chính trị gia người Venezuela. Bà đã cưới Tổng thống Venezuela Nicolás Maduro, biến bà trở thành Đệ nhất Phu nhân của Venezuela. Có các luận điệu phức tạp rằng Flores và gia đình của bà đã bị kéo vào các hành động khủng bố và buôn bán ma túy hạng nặng. Từ đó, có một điểm đáng chú ý đó là hai đứa cháu trai của bà Đệ nhất Phu nhân vì buôn bán thuốc mê. Efraín Antonio Campo Flores và Francisco Flores de Freitas đã bị điều tra vào tháng 11 năm 2015 bởi Lực lượng Chống Ma túy của hoa Kỳ tại Port-au-Prince, Haiti sau nỗ lực chuyên chở 800 kilogam của cocaine vào Hoa Kỳ. Từ năm 2015 bà trở thành một nghị sĩ của Quốc hội Venezuela (khi bà trở thành chủ tịch từ năm 2006 đến năm 2011) từ bang quê hương của bà là Cojedes.

## Đời sống cá nhân
Flores đã cưới Maduro và đã thay thế ông để trở thành Chủ tịch Quốc hội Venezuela vào tháng 8 năm 2006. Bà từ chức để trở thành Bộ trưởng Bộ Ngoại giao Venezuela. Bà trở thành người phụ nữ đầu tiên đã giữ chức vụ Chủ tịch Quốc hội của Venezuela.  Bà Flores và ông Maduro bắt đầu một mối quan hệ lãng mạn kể từ thập niên 1990 khi Flores trở thành luật sư của Hugo Chávez trong Nỗ lực đảo chính tại Venezuela 1992.  Bà Flores và ông Maduro đi đến đám cưới vào tháng 7 năm 2013, nhiều tháng sau khi Maduro trở thành Tổng thống.
Hai ông bà có một người con trai. Đó là ông Nicolás Maduro Guerra, người được chỉ định vào những vị trí cao cấp của chính phủ: Lãnh đạo của Cơ quan Thanh tra Đặc biệt của Tổng thống Venezuela, người đứng đầu của Trường Điện ảnh Quốc gia Venezuela và một ghế trong Quốc hội. Ngoài ra bà Flores còn chấp nhận một người khác làm con trai tên là Efraín Campos, người vốn là cháu trai của người chị đã qua đời của bà Flores.